# مزرعه ملک
مزرعه ملک روستایی در دهستان تودشک بخش تودشک شهرستان کوهپایه استان اصفهان ایران است.

## جمعیت
بر پایه سرشماری عمومی نفوس و مسکن در سال ۱۳۹۵ جمعیت این روستا ۱۹ نفر (۷خانوار) بوده‌است.